# Елкгарт (округ, Індіана)
Шаблон:StateAbbr_ 41°36′ пн. ш. 85°52′ зх. д. / 41.6° пн. ш. 85.86° зх. д.
Округ Елкгарт (англ. Elkhart County) — округ (графство) у штаті Індіана, США. Ідентифікатор округу 18039.

## Історія
Округ утворений 1830 року.

## Демографія
За даними перепису
2000 року
загальне населення округу становило 182791 осіб, зокрема міського населення було 143346, а сільського — 39445.
Серед мешканців округу чоловіків було 90848, а жінок — 91943. В окрузі було 66154 домогосподарства, 47659 родин, які мешкали в 69791 будинках.
Середній розмір родини становив 3,18.
Віковий розподіл населення поданий у таблиці:
| Стать    | До 15 років | 15-21 | 22-29 | 30-39 | 40-49 | 50-65 | 65-85 | Понад 85 |
| -------- | ----------- | ----- | ----- | ----- | ----- | ----- | ----- | -------- |
| Чоловіки | 22806       | 9419  | 10601 | 14279 | 13160 | 12519 | 7309  | 755      |
| Жінки    | 21732       | 8723  | 10111 | 13428 | 13151 | 13021 | 10017 | 1760     |

## Суміжні округи
- Сент-Джозеф, Мічиган — північний схід
- Лаграндж — схід
- Нобл — південний схід
- Косцюшко — південь
- Маршалл — південний захід
- Сент-Джозеф — захід
- Кесс, Мічиган — північний захід

## Виноски
1. ↑  U.S. Decennial Census. United States Census Bureau. Архів оригіналу за 26 квітня 2015. Процитовано 10 липня 2014.
2. ↑  Historical Census Browser. University of Virginia Library. Архів оригіналу за 11 серпня 2012. Процитовано 10 липня 2014.
3. ↑  Population of Counties by Decennial Census: 1900 to 1990. United States Census Bureau. Архів оригіналу за 4 жовтня 2014. Процитовано 10 липня 2014.
4. ↑  Census 2000 PHC-T-4. Ranking Tables for Counties: 1990 and 2000 (PDF). United States Census Bureau. Архів оригіналу (PDF) за 18 грудня 2014. Процитовано 10 липня 2014.
5. ↑  Elkhart County QuickFacts. United States Census Bureau. Архів оригіналу за 6 серпня 2011. Процитовано 17 вересня 2011.(англ.) Наведено за англійською вікіпедією.
6. ↑  American FactFinder. Бюро перепису населення США. Архів оригіналу за 21 травня 2008. Процитовано 31 січня 2008.

| США | Це незавершена стаття з географії США. Ви можете допомогти проєкту, виправивши або дописавши її. |